# Calling All Girls
«Calling All Girls» (укр. «Закликаємо всіх дівчат») — пісня британського рок-гурту «Queen», що стала восьмим треком  альбому «Hot Space». Пісню написав барабанщик Роджер Тейлор, вона стала четвертим синглом з альбому, який вийшов влітку 1982 року, в таких країнах, як США, Канаді та Польщі, де він досяг 60-ї, 5-ї та 6-ї позицій відповідно.
«Calling All Girls» була першою піснею Роджера Тейлора, яка вийшла як сингл, хоч і не в усіх країнах. Її випускали як сингл з піснею «Put Out the Fire» на стороні «Б» в Австралії, Канаді, Новій Зеландії та США. У Великій Британії цей сингл не випускався. Тейлор склав пісню на гітарі під час відпочинку, використовуючи шуми, що виникали внаслідок ефекту Ларсена (акустичного зворотного зв'язку). Примітно й використання скретчу у записі.
Пісню ніколи не виконували наживо в Європі, але до DVD-бонусу концертного альбому «Queen on Fire - Live at Bowl» увійшло живе виконання пісні в Японії 1982 року.

## Музичне відео
Музичне відео до пісні зняв режисер Браян Грант, його знімали у липні 1982 року. Відео зроблено під враженням від фільму Джорджа Лукаса «THX 1138», і у ньому повторюється сюжет фільму. Це відео рідко зустрічалося перед виходом на відеозбірці «Greatest Video Hits 2» та офіційній сторінці гурту на сайті YouTube. І Роджер Тейлор і Браян Мей у своєму коментарі відкрито висловили зневагу до відео, а Тейлор заявив, що послання пісні не має стосунку до роботів (які там на передньому плані).
Дія відбувається у світі, де всім керують роботи, а люди їх раби. Всі учасники гурту працюють на них, проте персонаж Фредді Мерк'юрі відмовляється це робити, і вони тікають. Однак скоро він стає захопленим, над ним проводять досліди, б'ють палицями і садять у клітку. Зрештою решта музикантів приходять до нього на допомогу, звільняють його, і разом вони знищують роботів.
Кадри з відео використовували у музичному відео до пісні «The Show Must Go On».

## Музиканти
- Фредді Мерк'юрі — головний вокал, бек-вокал;
- Браян Мей — електрогітара;
- Роджер Тейлор — ударні, перкусія, акустична гітара, бек-вокал;
- Джон Дікон — бас-гітара.

## Живе виконання
- «Queen on Fire - Live at Bowl» (DVD)